# Невилл, Роберт (епископ)
Роберт Невилл (англ. Robert Neville; 1404 — 9 июля 1457) — английский прелат, епископ Солсбери в 1426—1438 годах, епископ Дарема с 1438. Происходил из аристократического английского рода Невиллов и был одним из младших сыновей Ральфа Невилла, 1-го графа Уэстморленда, от второго брака с Джоан Бофорт. Находился по матери в близком родстве с английскими королями из династии Ланкастеров. Благодаря покровительству брата матери, кардинала Генри Бофорта, Роберт стал сначала епископом Солсбери, а затем — епископом Дарема. Однако реальное управление Даремским палатинатом находилось в руках его старшего брата, Ричарда Невилла, графа Солсбери. Хотя его назначали в различные комиссии в англо-шотландском пограничье, он делегировал свои обязанности другим, в основном, одному из братьев, Уильяму Невиллу, барону Фоконбергу, и его помощникам. Основным местом его проживания были его поместья в Дареме и Йоркшире, в которых он оставил свой след как строитель. В отличие от братьев, Роберт не принимал участия в феодальной войне за наследство Невиллов. После начала войны Алой и Белой розы поддержал Йорков, но вскоре умер.

## Происхождение

Герб Невиллов

Роберт происходил из аристократического английского рода Невиллов, который был вторым по значимости родом в Северо-Восточной Англии после рода Перси. Его отец, Ральф Невилл, 1-й граф Уэстморленд, был одним из могущественных магнатов в Северной Англии. Он поддержал захват власти Генрихом IV Болингброком, принимая активное участие в возведении того на английский престол, за что получил ряд должностей и наград, а после подавления восстания Перси его влияние ещё больше усилилось. Кроме того, он породнился с королём, женившись вторым браком на сестре Генриха IV — Джоан Бофорт, легитимизированной дочери Джона Гонта от любовницы Екатерины Суинфорд, на которой он позже женился. Роберт был четвёртым по старшинству из выживших сыновей, родившихся в этом браке. Всего же в нём родилось 14 детей.

## Молодые годы

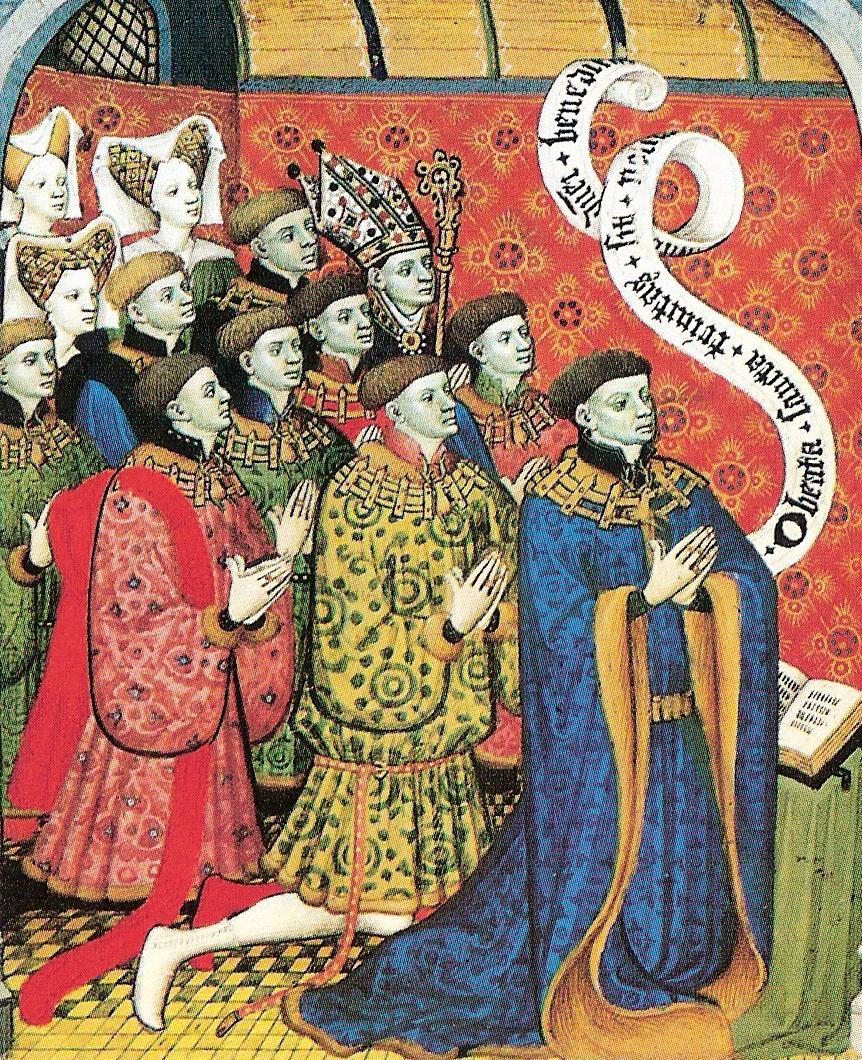
Ральф Невилл, 1-й граф Уэстморленд, и его 12 детей. Миниатюра из книги «Livre d’heures de la famille Neville», художник — Мюнхенский мастер Золотой легенды

Роберт родился в 1404 году. Поскольку он был младшим сыном, ему с детства была предназначена церковная карьера. Уже в 1411 году, когда ему было 7 или 8 лет, Роберту было дано разрешение на получение любых бенефиций по достижении им 18 лет. Однако получать бенефиции он начал раньше. Так, в 1413 году епископ Дарема Томас Лэнгли, союзник его отца, назначил Роберту пребенду Элдона в Оклендской коллегиальной церкви Святого Андрея. К 15 годам Роберт был достаточно хорошо обеспечен: он получал доходы от приходского прихода Споффорда, а также имел несколько пребенд в Йоркской епархии (в 1414 году он получил пребенду Гриндала, в 1416 — пребенду Лотона в Йоркском соборе). Этим он был, вероятно, обязан покровительству архиепископа Йоркского Генри Боуэта, ещё одного известного церковного деятеля во время правления Ланкастеров.
Дальнейшим продвижением Роберт был обязан брату своей матери — епископу Уинчестерскому Генри Бофорту, который принял его в своё домашнее хозяйство. В августе 1417 года Невилл в возрасте 13 лет сопровождал Бофорта в поездке на Констанцский собор. Когда же епископ в 1418 году отправился в паломничество на Святую землю, Роберт не стал его сопровождать, оставшись в Констанце. В Англию он вернулся, вероятно, в начале 1419 года. Далее Роберт, вероятно, поселился в Оксфорде, поскольку 1 июля 1420 года ему было предоставлено разрешение на проживание в пребенде Беверли-Минстер на три года. Вероятно, Роберт учился в Оксфордском университете, поскольку в папских письмах его упоминают как магистра искусств (Magister artium). 23 декабря 1422 года он стал пробстом в Беверли, а в 1423 году он получил пребенд Милтон Экклезии в Линкольнском соборе.

## Епископ Солсбери
16 июля 1426 года умер епископ Солсбери Джон Чандлер. В том же месяце королевский совет, управлявший Англией во время малолетства Генриха VI (и заметную роль в котором играл получивший к этому времени кардинальскую шапку Генри Бофорт), назначил новым епископом Роберта Невилла. Однако он на тот момент не достиг канонического возраста, поэтому назначение вызвало серьёзный конфликт. Несогласное с назначением Невилла собрание каноников избрало своего кандидата. Споры продолжались до 1427 года и были решены только вмешательством папы римского Мартина V, к которому напрямую обратился кардинал Бофорт. В результате папа, «движимый молитвами кардинала и желающий угождать ему одному», 9 июля 1427 года издал буллу, которой утвердил назначение епископом Роберта, выдав особое разрешение (лат. super defectum ætatis), несмотря на его молодость (23 года), занять эту должность.
10 октября избранный епископ организовал светский приём, а 26 октября был посвящён в епископский сан. Хотя есть свидетельства того, что епископ Невилл принимал личное участие в делах Солсберийской епархии, однако какого-то существенного влияния на её управление он не оказывал, а сама епархия по сути управлялась кардиналом Бофортом. Также нет никаких свидетельств его участия в королевском совете.

## Князь-епископ Дарема
20 ноября 1437 года умер князь-епископ Дарема Томас Лэнгли. К тому времени кардинал Бофорт смог вернуть пошатнувшееся положение в королевском совете, поэтому ему удалось добиться назначения на вакантную должность Роберта Невилла спустя неделю после смерти епископа Лэнгли. Все временные решения по Даремской епархии были переданы Ричарду Невиллу, графу Солсбери, старшему брату Роберта. Хотя письмо папе Евгению IV, написанное от имени короля, превозносило личные добродетели и пригодность Невилла к епископской должности, главной причиной назначения стала защита интересов в Дареме вдовствующей графини Уэстморленд (матери Роберта) против семьи детей её пасынка — Ральфа Невилла, 2-го графа Уэстморленда и его братьев. 27 января папа утвердил перевод Невилла в Даремскую епархию.
Назначение Роберта епископом вызвало недовольство графа Уэстморленда, который развернул в Дареме военные действия, в результате которых в 1438 году епархия была разорена. Сам Роберт противостоять ему не мог, поэтому управление Даремским палатинатом взяли на себя Джоан Бофорт и граф Солсбери, мать и брат епископа. Пока королевский совет пытался навести порядок в Северной Англии, интронизация нового епископа была отложена. После смерти в 1439 году Ричарда Бошана, графа Уорика, Роберт, возможно, находился под влиянием приора Даремского собора Джона Уэссингтона. Тот фактически стал его духовным наставником и внёс дополнительную сумятицу, попытавшись силой присоединить к Даремскому палатинату входивший в состав баронии Бошан замок Барнард. Однако тестем и опекуном нового графа Уорика был граф Солсбери, который достаточно быстро заставил брата освободить замок.
13 ноября 1440 года умерла властная мать Роберта, Джоан Бофорт. Её смерть открыла путь к урегулированию спора за наследство Невиллов. В 1441 году граф Уэстморленд получил «вдовью долю» покойной вдовствующей графини, а по итоговому соглашению в августе 1443 года получил родовое поместье Рэби в Дареме. Роберт Невилл смог пройти интронизацию, которая состоялась 11 апреля 1441 года. В 1448 году он принимал в гостях короля, который передал в подчинение палатинату Норталлертон.
Хотя все четверо полнородных братьев епископа Невилла имели значительные владения, но управление ими находилось в руках слуг старшего из них, Роберта Невилла. Такая же судьба ждала и Дарем, который фактически находился под контролем графа Солсбери, занимавшего доминирующее положение в Северной Англии. Все ресурсы палатината находились в его распоряжении. Особенно это заметно стало в 1450-е годы. Когда начался феодальный конфликт между Невиллами и другим знатным североанглийским родом, Перси, епископ Невилл держался в стороне от конфликта. В одном случае он даже выступил посредником между воюющими сторонами. В то же время во время начавшейся войны Алой и Белой розы он послал на помощь Йоркам констебля Норема, сэра Роберта Огла, с отрядом, который сыграл значительную роль в их победе в первой битве при Сент-Олбансе 22 мая 1455 года.
Роберт не был человеком выдающегося ума, его образование, судя по всему, было не особо серьёзным. За одним исключением он выполнял то, что хотели главные члены его семьи (в первую очередь Ричард Невилл, граф Солсбери). Хотя его назначали в различные комиссии в англо-шотландском пограничье, он делегировал свои обязанности другим, в основном, одному из братьев, Уильяму Невиллу, барону Фоконбергу, и его помощникам. Основным местом его проживания были его поместья в Дареме и Йоркшире, в которых он оставил свой след как строитель. Известно, что Роберт построил: Бедерн в Беверли, ставший резиденцией пробста; казначейство в Палас Грин в Дареме, где размещалась администрация палатината; замок Крейк в Северном Йоркшире. Также он был покровителем больницы Святого Иоанна Крестителя и Иоанна Евангелиста в Шерборне (Дорсет), основанную им в последний год пребывания на должности епископа Солсбери.
Не исключено, что Роберт был отцом троих признанных детей — Томаса, Ральфа и Алисы, которых он упомянул в своём завещании, оставив им по 100 марок. Их мать, возможно, была невестой Томаса Марли.

## Смерть
Роберт умер 9 июля 1457 года в Оклендском дворце. Его завещание, датированное 8 июля 1457 года, было признано недействительным, поскольку его исполнители не смогли доказать, что Роберт успел утвердить его до смерти. В результате 31 июля его имущество было передано противнику его семьи — сэру Джону Невиллу, брату графа Уэстморленда. Тело епископа было захоронено в южном проходе Даремского собора, а не в притворе часовни рядом с Бедой Достопочтенным, как он упомянул в завещании. Его могила, располагавшаяся возле второй колонны от двери монастыря, была осквернена в XVII веке шотландцами, попавшими в плен после битвы при Данбаре: с мраморной плиты было сбито медное изображение.
Известны изображения двух печатей Роберта Невилла. На одной из них епископ изображён как крупный мужчина с невыразительными чертами лица.